# Родник (газета)
«Родник» — общественно-политическая газета Раменского городского округа, которая была основана 2 сентября 1930 года. Изначально газета называлась «Авангард», также был период, когда газета носила название «За коммунистический труд».

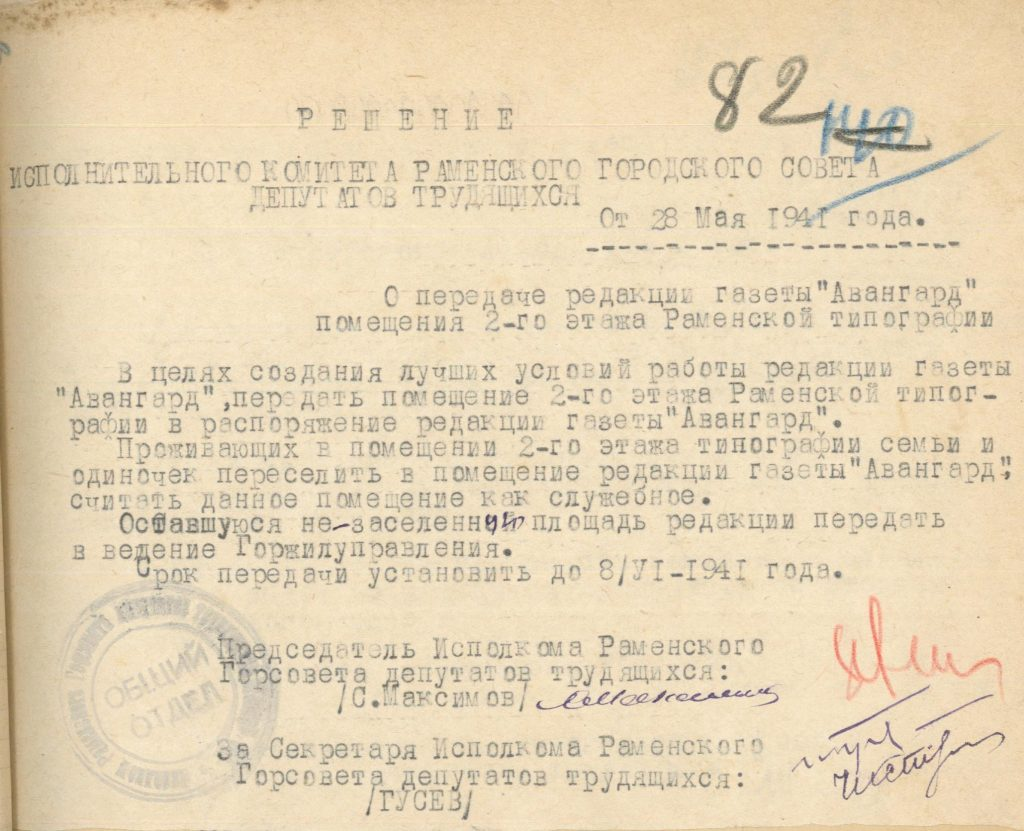
Решение о передаче редакции газеты "Авангард" помещения Раменской типографии

## История
Газета «Авангард» была основана 2 сентября 1930 года. 28 мая 1941 года появилось решение исполнительного комитета Раменского городского Совета депутатов трудящихся о передаче второго этажа типографии в Раменском для нужд редакции газеты «Авангард». Газета продолжала выпускаться во время войны в 1940-х годах. Выпуски газеты за период 1930—1959 годов хранятся в Раменском историко-художественном музее, а за 1942—1964 год в Раменской Центральной районной библиотеке. Какое-то время газета называлась «За коммунистический труд», 17 июля 1990 года президиумом городского Совета Раменского городского Совета народных депутатов было принято решение о переименовании газеты «За коммунистический труд» в газету «Родник».
Подшивки выпусков газеты, начиная с 1965 года, хранятся в Архивном управлении.
В 1935—1936, 1945—1946, 1951, 1955 годах работала выездная редакция газеты.
По состоянию на 2005 год тираж газеты составляет 7000 экземпляров.
В течение 7 лет главным редактором газеты был Виктор Мельников.
По состоянию на 2006 год тираж газеты 5500 экземпляров, формат газеты А3.
Газета «Родник» выходила дважды в неделю по вторникам и пятницам. Учредитель- ГАУ МО «Информационное агентство Раменского района Московской области».
Затем тираж газеты увеличился до 10000 экземпляров.
С начала 2021 года тираж газеты «Родник» составляет 13 тысяч, издание распространяется в 120 различных точках городского округа. В 2021 году газета стала печататься в типографии города Химки.
В 2022 году газета вошла в состав ГАУ МО Издательский дом "Подмосковье". главным редактором издания стал Илья Попов.